# Michael Smith (chimico)
Michael Smith (Blackpool, 26 aprile 1932 – Vancouver, 4 ottobre 2000) è stato un chimico inglese.
Smith ha ricevuto il Premio Nobel per la chimica nel 1993 per i suoi studi sulla mutagenesi a seguito della riorganizzazione degli oligonucleotidi e le sue implicazioni nello studio delle proteine.

## Biografia
Nato a Blackpool, in Inghilterra, ricevette il suo Ph.D. nel 1956 dall'Università di Manchester. Nel 1987 divenne il Direttore del laboratorio biotecnologico dell'Università della Columbia Britannica.